# Бергалиев, Джукен
Джуке́н Бергали́ев (каз. Жәкен Берғалиев; род. 1925 год, аул Сарман) — заведующий конефермой колхоза «Социализм» Тайпакского района Западно-Казахстанской области, Казахская ССР. Герой Социалистического Труда (1948).

## Биография
Родился в 1925 году в ауле Сарман ныне Акжаикского района Западно-Казахстанской области Казахстана. Казах.
С 1940 года трудился кузнецом в колхозе «Есенсай» Тайпакского района. В годы войны с 1941 года — учитель в селе Сарман, потом — бригадир полеводческой бригады в колхозе «Социализм» Тайпакского района. С 1942 года — участник Великой Отечественной войны. Ранен, лечился в эвакогоспитале № 3770 г. Гурджаани Грузия ЗакВО.
После демобилизации в 1945 году возвратился в село Сарман, где был назначен заведующим конефермой колхоза «Социализм». Заведовал фермой до 1950 года.
С его приходом на конеферму в колхозе заметно нормализовалось положение с коневодством, велась борьба за сохранение каждого жеребёнка.
Молодой заведующий конефермой опирался на опыт старейших работников, один из которых Абу Сембаев, советовавший как правильно организовать выпас лошадей, заготовку кормов, строительство и ремонт конюшен, уход за молодняком.
Указом Президиума Верховного Совета СССР от 23 июля 1948 года за получение высокой продуктивности животноводства в 1947 году Бергалиеву Джукену, вырастивший при табунном содержании 56 жеребят от 56 кобыл, присвоено звание Героя Социалистического Труда с вручением ордена Ленина и золотой медали «Серп и Молот».
С 1950 года работал заместителем председателя правления колхоза «Социализм» и заведующим конефермой колхоза имени Джамбула, после укрупнения колхозов заведовал хозяйством в совхозе «Зауральский».
Жил в селе Сарман.

## Награды
- Золотая медаль «Серп и Молот» (23.07.1948)
- Орден Ленина (23.07.1948)-(трижды ?)

- Орден Отечественной войны II степени (23.12.1985)[3]

- Медаль «В ознаменование 100-летия со дня рождения Владимира Ильича Ленина» (6 апреля 1970)
- Медаль «За доблестный труд»
- Медаль «За победу над Германией в Великой Отечественной войне 1941—1945 гг.» (9 мая 1945[4])
- Юбилейная медаль «Двадцать лет Победы в Великой Отечественной войне 1941—1945 гг.» (7 мая 1965[5])